# BioNTech
BioNTech SE (Biopharmaceutical New Technologies) – niemieckie przedsiębiorstwo biotechnologiczne założone w 2008 roku, które stworzyło pierwszą w historii dopuszczoną do użytku szczepionkę RNA (przeciw COVID-19, z firmą Pfizer).
Przedsiębiorstwo działa na polu immunoterapii i zajmuje się opracowywaniem metod leczenia w walce z rakiem i innymi poważnymi chorobami. Zajmuje się m.in. technikami opartymi na informacyjnym RNA (mRNA).
W 2020 r. przedsiębiorstwo zatrudniało 1323 osoby. Jego siedziba mieści się w Moguncji.
Akcje spółki od października 2019 roku notowane są na amerykańskiej giełdzie NASDAQ z wyceną 15 USD za jedną akcję. Na koniec 2019 r. jedna akcja warta była już ponad 30 USD.

## Produkty i badania
Wśród rozwijanych, lub produkowanych, przez firmę środków znajdują się:
- BNT111 – kandydat na szczepionkę mRNA przeciw czerniakowi. W czerwcu 2021 wszedł w II fazę badań klinicznych. Próby prowadzone były w 7 krajach, w tym w Polsce. Środek został podany, razem z cemiplimabem, 120 pacjentom z nieoperowalnym czerniakiem (reagującym na antyciało monoklonalne anti-PD-1, którym jest cemiplimab) w stadium III i IV.[4]
- BNT113 – kandydat na szczepionkę mRNA przeciw specyficznej odmianie nowotworu kolczystokomórkowego głowy i szyi wywołanym przez wirus HPV-16. W 2021 w przygotowaniu do II fazy badań klinicznych, gdzie podawany będzie wraz z pembrolizumabem[5].
- BNT122 (rozwijany z firmą Roche, jako RO7198457) – kandydat immunoterapii genowej przeciw różnym guzom litym i przerzutowym. W I fazie badań klicznych – samodzielnie lub podawana z atezolizumabem. W fazie 1b wykazał słabą odpowiedź u pacjentów, ale nie rozstrzygnęło to o jego skuteczności[6].
- BNT162b2 (Tozinameran, Comirnaty) – pierwsza na świecie szczepionka mRNA – firma BioNTech, wraz z amerykańskim przedsiębiorstwem Pfizer, ogłosiła prace nad wynalezieniem szczepionki przeciwko COVID-19, bazującej na mRNA[7][8]. Jako pierwsza niemiecka firma w swej branży otrzymała w Niemczech zgodę na rozpoczęcie testów klinicznych[9][10].